# FedEx Express
FedEx Express – linie lotnicze cargo z siedzibą w Memphis w stanie Tennessee, Stany Zjednoczone. Jest to największa na świecie linia lotnicza pod względem przewiezionych ładunków. FedEx Express jest zależna od FedEx Corporation przedsiębiorstwa zajmujące się przewozem przesyłek i logistyką.
W Stanach Zjednoczonych FedEx Express ma główny węzeł lotniczy w porcie lotniczym Memphis. Porty tranzytowe krajowe
znajdują się w porcie lotniczym Anchorage, porcie lotniczym Fort Worth, porcie lotniczym Indianapolis. Porty tranzytowe regionalne znajdują się w porcie lotniczym Oakland, porcie lotniczym Newark oraz porcie lotniczym Miami. Porty tranzytowe Międzynarodowe regionalne znajdują się w porcie lotniczym Charles de Gaulle, porcie lotniczym Kanton, porcie lotniczym Toronto-Lester oraz porcie lotniczym Kolonia/Bonn.

## Historia

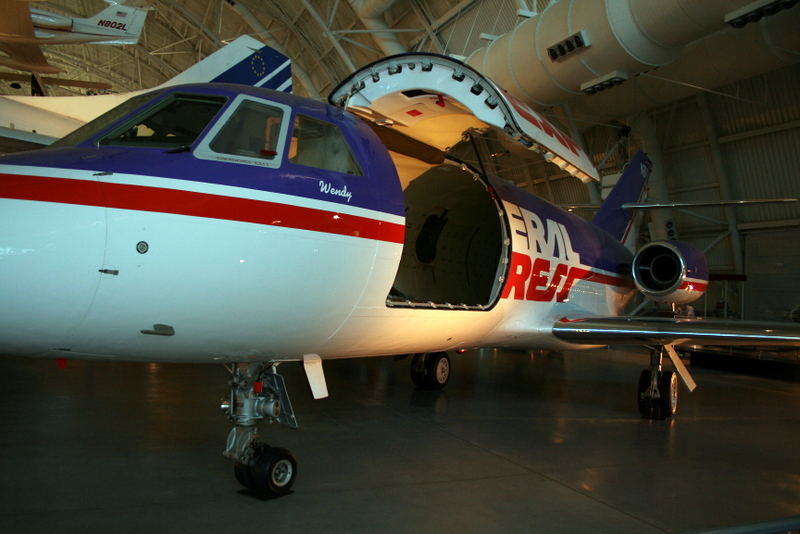
Pierwszy samolot FedEx, na wystawie w Narodowym muzeum lotnictwa i przestrzeni kosmicznej w Waszyngtonie

Przedsiębiorstwo zostało założone jako Federal Express w 1971 przez Fredericka W. Smitha w Little Rock w Arkansas, jednak w 1973 za sprawą konfliktu z władzami lotniska w Little Rock siedziba została przeniesiona do Memphis w Tennessee. Nazwa przedsiębiorstwa została wybrana w celu łatwiejszego uzyskiwania kontraktów zlecanych przez rząd USA. Przedsiębiorstwo oficjalnie zaczęło swoją działalność 17 kwietnia 1973 r. Początkowo posiadało 14 samolotów odrzutowych Dassault Falcon 20 i realizowało połączenia między 25 miastami w USA. FedEx był pierwszym przedsiębiorstwem transportowym używającym odrzutowców.

## Flota

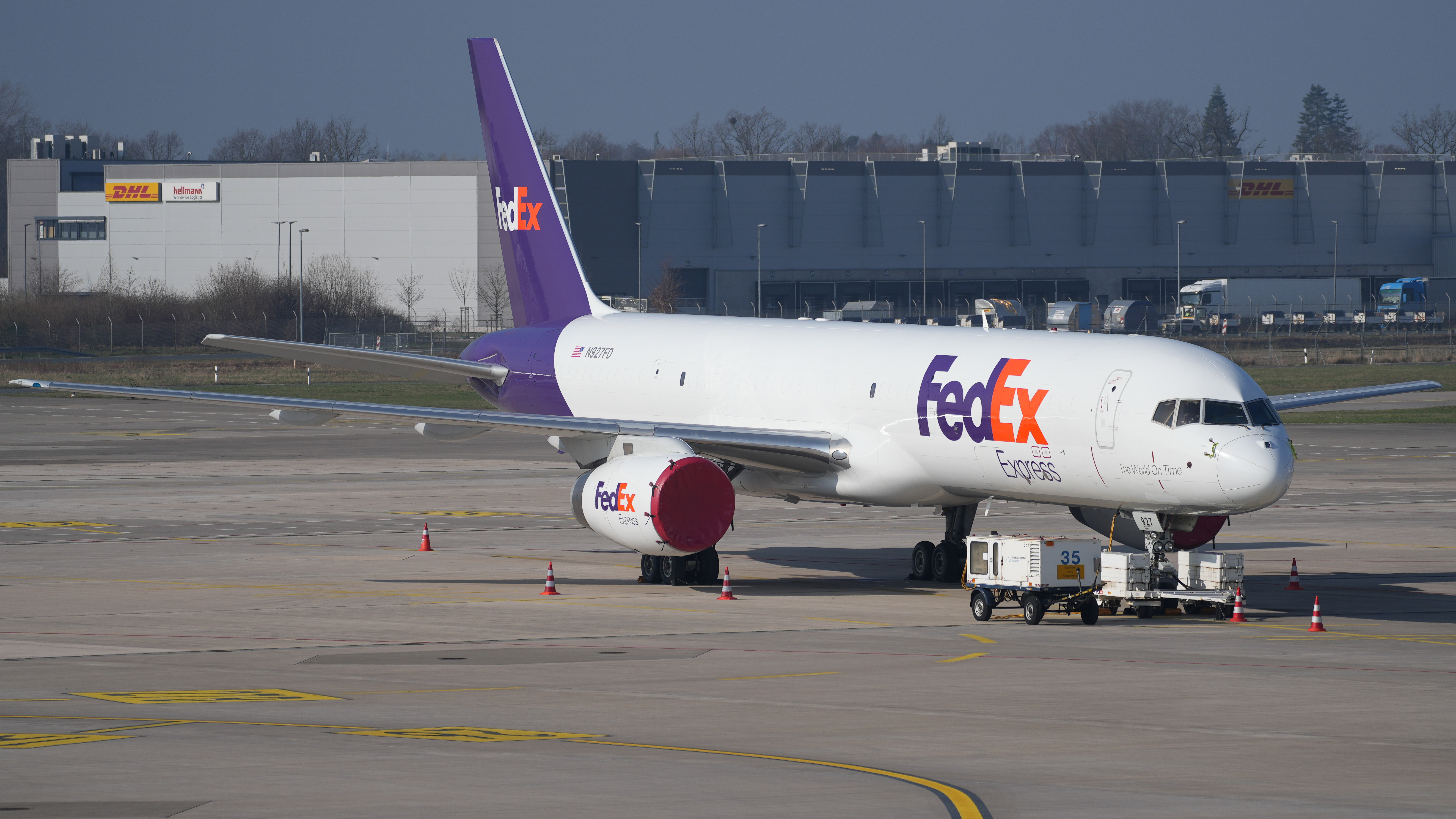
Boeing 757 na lotnisku w Hanowerze

Według stanu na marzec 2025 flota FedEx Express składała się z 471 samolotów o średnim wieku 17,7 lat:
| Samolot                 | Samolot | Samolot   | Uwagi                         |
| Model                   | Aktywne | Zamówione | Uwagi                         |
| ----------------------- | ------- | --------- | ----------------------------- |
| ATR 42                  | 15      | -         | Obsługiwany jako FedEx Feeder |
| ATR 72                  | 42      | 3         | Obsługiwany jako FedEx Feeder |
| Airbus A300-600         | 65      | -         |                               |
| Boeing 737-400          | 1       | -         |                               |
| Boeing 737-800          | 8       | -         |                               |
| Boeing 757-200          | 87      | -         |                               |
| Boeing 767-300          | 143     | 9         |                               |
| Boeing 777F             | 58      | 1         |                               |
| Cessna Caravan 208B     | 27      | 3         | Obsługiwany jako FedEx Feeder |
| McDonnell Douglas MD-11 | 25      | -         |                               |
| Łącznie                 | 471     | 16        |                               |